# Gartow (territorio extracomunale)
Gartow è un territorio extracomunale della Bassa Sassonia, in Germania.
Appartiene al circondario (Landkreis) di Lüchow-Dannenberg (targa DAN).
1. ↑  Ente statistico della Bassa Sassonia - Dati sulla popolazione